# Priest de Clermont
Pour les articles homonymes, voir Priest, Saint Priest, Saint-Priest, Saint Prix et Saint-Prix.
Ne doit pas être confondu avec Prix de Saints.
Priest de Clermont ou Priest d'Auvergne, aussi connu sous les noms de saint Projet ou saint Prix (en latin Praejectus), né vers 625 à Vézézoux et mort le 25 janvier 676 à Volvic fut un évêque d'Auvergne au VIIe siècle. Il est mort en martyr en 676. Il est reconnu comme saint par l'Église catholique romaine qui le fête le 25 janvier.
Il est appelé saint Priest à Clermont, en Limousin et dans le Lyonnais, saint Prix en Île-de-France et en Picardie, saint Projet dans le Cantal, en Angoumois, Quercy et à Bordeaux ou encore saint Préjet dans la Haute-Loire et dans l'Allier. Il est aussi parfois appelé saint Prist.

## Biographie
Né dans une famille romaine, de Gundolenus et d'Elidie, à Vésédon (aujourd'hui Vézézoux), Priest fait ses premières études chez les bénédictins du monastère de Saint-Austremoine à Issoire. Élève studieux, il étudie les lettres et le chant. Il est mis sous la direction de saint Genès, alors archidiacre. Celui-ci, devenu évêque, lui confie, alors que Priest n'est encore que diacre, la paroisse d'Issoire. Tout en continuant ses études de théologie, il administre brillamment sa paroisse. Selon la tradition de cette ville, il aurait fait édifier une basilique hors des murs de celle-ci. Il fonde église et hôpital et sa personnalité dénote un dévouement total pour les pauvres et les faibles. Il se lance également dans des recherches historiques et écrit les Vies des premiers martyrs d'Auvergne (ces textes ont été perdus).
En 665, après la mort de saint Genès, le nouvel évêque Félix le nomme abbé du monastère de Chandoin. Priest réforme ce monastère. Félix meurt la même année et l'archidiacre Garivaldus, désigné pour lui succéder, mourra seulement quarante jour après son élection. 
Bien qu'il soit laïc, les honneurs se tournent alors vers saint Genès, comte d'Auvergne, qui refuse l'épiscopat et persuade le clergé d'élire saint Priest qui a de plus le soutien du peuple.
De concert avec le roi Childéric II, le chapitre cathédral se décide à élire saint Priest évêque de Clermont. Durant son apostolat, il fonde des hôpitaux, des monastères et des églises grâce au soutien de son ami le comte Genès qui, sans postérité, fait donation de nombreuses terres. Il fonde notamment le monastère féminin de Chamalières qui obéira à une règle inspirée par celles de saint Benoît, de saint Césaire et de saint Colomban.
Il entretient des relations particulières avec la cour du roi Childéric, où il plaide la cause des petites gens et combat l'injustice des puissants du royaume. Il s'attire ainsi l'inimitié de l'aristocratie auvergnate, qui, à la suite d'une affaire opposant Priest à Hector, comte de Marseille, organisera avec Agrice un complot qui aboutira à un attentat. Soupçonné d'avoir organisé -ou du moins conseillé- le meurtre d'Hector au printemps 675, il est activement recherché, puis assassiné avec ses amis Amarin et Helide à Volvic, le 25 janvier 676.
L'un de ses assassins, un certain Ursion, pris de remords, ira faire ses dévotions à Vézézoux, il fera édifier une église autour de la chambre de Priest où son lit d'enfant sera vénéré.
Il est honoré comme un martyr, d'abord en Auvergne, puis dans toute la France, où nombreuses sont les localités qui portent son nom.

## Dicton
- « Soleil de Saint-Priest, abondance de millet ».